# Šigeru Morioka
Šigeru Morioka (japonsky 森岡 茂, * 12. dubna 1973) je bývalý japonský fotbalista.

## Klubová kariéra
Hrával za Gamba Osaka, Kyoto Purple Sanga, Vissel Kobe a Banditonce Kakogawa.

## Reprezentační kariéra
S japonskou reprezentací se zúčastnil Letních olympijských her 1996.